# Josef Bauer (Künstler)

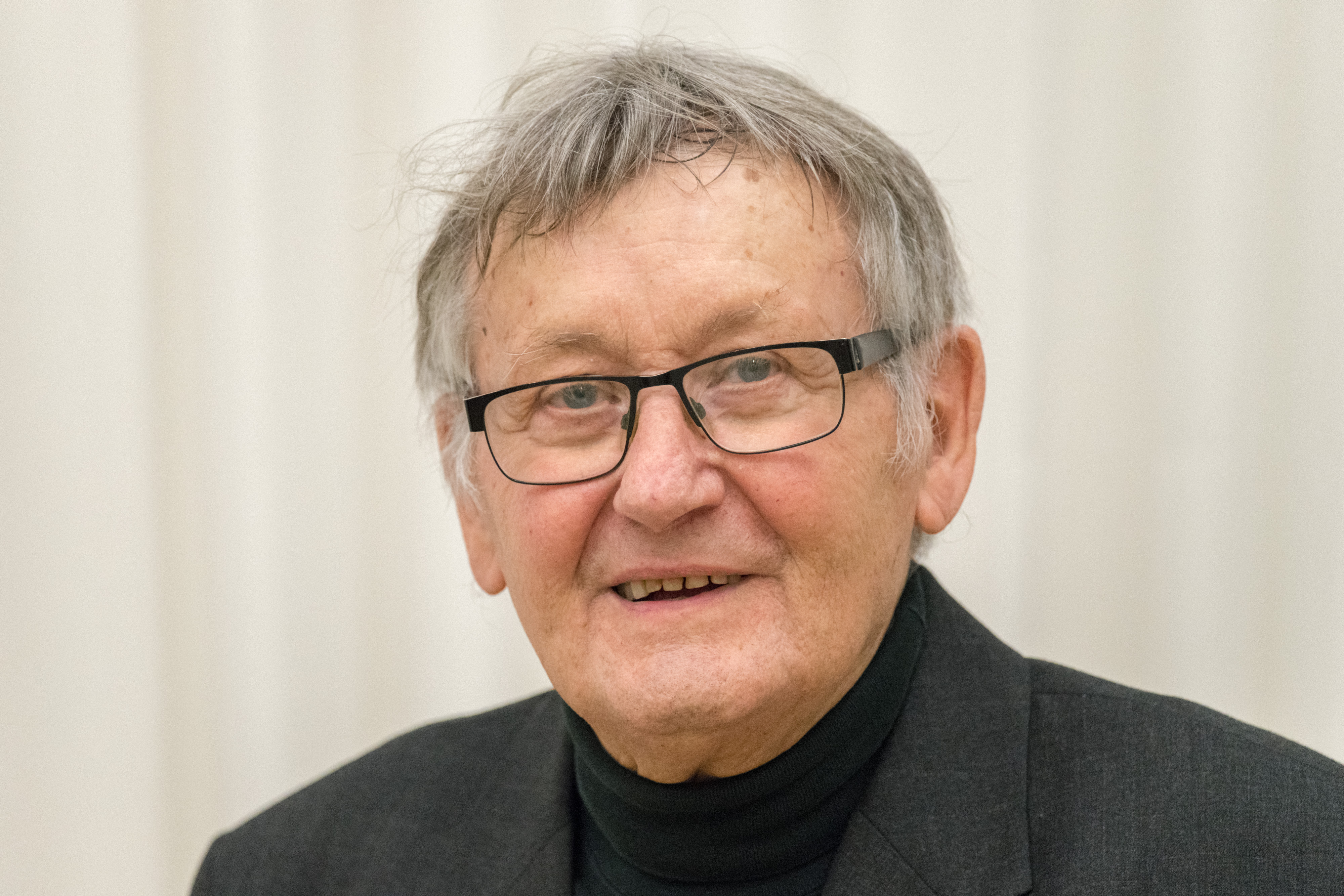
Josef Bauer (2019)

Josef Bauer (* 12. Jänner 1934 in Wels, Oberösterreich; † 2. März 2022 in Linz) war ein österreichischer Künstler.

## Leben und Beruf
Josef Bauer wuchs in Gunskirchen auf dem elterlichen Bauernhof auf. Er strebte eine Karriere als Sportler an, er war Leichtathlet und mehrmaliger Staatsmeister im Stabhochsprung. 1956 bis 1964 besuchte er die Meisterklasse für Malerei bei Herbert Dimmel an der Kunstschule, heute Kunstuniversität Linz. Seinen Lebensunterhalt bestritt er als Beamter der Landwirtschaftskammer Linz. Erst in der Pension widmete er sich ganz seiner künstlerischen Tätigkeit. Arbeiten Josef Bauers befinden sich in öffentlichen und privaten Sammlungen, unter anderem im Belvedere 21, im Lentos Kunstmuseum Linz, in der Artothek des Bundes, der Kunstsammlung des Landes Oberösterreich sowie im Museum Liaunig und im Museum Angerlehner. Bauer wurde 1994 mit dem Kulturpreis der Stadt Linz ausgezeichnet, ein Jahr später erhielt er den Kulturpreis des Landes Oberösterreich für Bildende Kunst. 2017 wurde er mit dem Alfred-Kubin-Preis ausgezeichnet. Für sein Lebenswerk wurde er 2019 mit einer Retrospektive im Belvedere 21 und 2020 im Lentos Linz geehrt.
Josef Bauer war verheiratet, Vater von zwei Söhnen und lebte in Linz. Er starb am 3. März 2022.

## Werk
Josef Bauer war Objekt- und Konzeptkünstler. Bereits in den 1960er-Jahren schuf er Polyesterarbeiten, die er als „Taktile Poesie“ bezeichnete. In seinen meist dreidimensionalen Werken setzte er Objekte, Körper und Sprache in Beziehung zueinander. Er abstrahierte Buchstaben, Ziffern und Textfragmente und stellte so neue Querverbindungen her.
Für die Kirche des Priesterseminars Linz gestaltete er 2015 den Altar, eine Skulptur, die aus den drei Buchstaben UND besteht, sowie Ambo und Priestersitz.

## Einzelausstellungen (Auszug)
- 2022: Kunstraum St. Virgil, „Der Bildhauer als Zeichner“, Salzburg[9]
- 2019: Belvedere 21, „Josef Bauer, Demonstration“, Wien[10][11]
- 2016: Galerie unttld contemporary, „Zwischenräume“, Wien
- 2014: Galerie unttld contemporary, „Josef Bauer – selected  works“, Wien
- 2013: Grazer Kunstverein, Palais Trauttmansdorff, „Josef Bauer – Werke 1965 bis heute“, Graz
- 2013: Museum Angerlehner, „Josef Bauer“, Thalheim bei Wels
- 2013: Galerie in der Schmiede „Nicht alle Tage bin ich so“, Pasching bei Linz
- 2012: Raum der Stille der Kath. Hochschulgemeinde, „Thomas war hier“, Linz
- 2012: Raum für Kunst (SIX), „Pinselstriche“, Seewalchen a. A.
- 2012: icon.Galerie, „Was bleibt, ist die Poesie“, Linz
- 2010: Galerie Wünsch, „expo in progress“, Linz
- 2010: Galerie Bruckmühle, „Josef Bauer“, Pregarten
- 2010: Pfarrkirche Pichl, „Herrschen und dienen“, Pichl bei Wels
- 2009: Galerie Wünsch, „buchstäblich handgreiflich“, Linz
- 2008: Galerie im Europahaus, „Taktile Poesie“, Pilsen
- 2006: ORF OÖ., Treffpunkt Kunst, Linz
- 2006: Galerie Schmidtgasse 1, „Ich laufe an und halte fest“, Wels
- 2005: Galerie Eder, „Die 70er Jahre“, Linz
- 2002: Galerie Atrium, „Bilder, Objekte Installationen“, Kremsmünster
- 1998: Galerie MAERZ, „Hinzufügungen“, Linz
- 1994: Bielefelder Kunstverein
- 1992: OÖ. Landesgalerie, Linz
- 1990: Studio allerArt, Dorn
- 1986: Galerie Flutlicht, Wien
- 1985: Stadtgalerie Bielefeld
- 1979: Kunstmuseum Hannover
- 1978: Galerie Nächst St. Stephan, Wien, Galerie Festetics, Salzburg
- 1974: Neue Galerie am Landesmuseum Joanneum, Graz
- 1970: Galerie im Griechenbeisl, Wien
- 1968: Schloss Parz bei Grieskirchen, Galerie im Griechenbeisl, Wien

## Gemeinschaftsausstellungen (Auszug)
- 2018: Landesgalerie Linz, "Spielraum. Kunst die sich verändern lässt", Linz[12]
- 2016: Simone Subal Gallery, "Josef Bauer, Kristen Jensen, Philip Wiehagen", New York
- 2016: Galerie Krobath, "Fritz Panzer, Josef Bauer", Wien
- 2016: viennacontemporary, Kunstmesse, Wien
- 2016: 21er Haus, "Die Sprache der Dinge", Wien
- 2016: Neue Galerie Graz, "Bild, Realität und Forschung von 1960 bis 1980", Graz
- 2015: Galerie unttld contemporary, Kunstmesse, "ARTISSIMA Turin", Turin
- 2015: Kunsthalle Krems, "NOW, AT THE LATEST", Krems
- 2015: Galerie unttld contemporary, Kunstmesse, "viennacontemporary", Wien
- 2015: Galerie unttld contemporary, "Herrschen und Dienen", Wien
- 2015: Galerie Charim, "curated by", Wien
- 2015: Gallery Lisa Cooley, "I Dropped The Lemon Tart", New York
- 2015: Neue Galerie Graz, "Landschaft: Transformation einer Idee", Graz
- 2015: Kunsthalle Wien, "Destination Wien 2015", Wien
- 2015: Kunsthalle Mainz, "Mainzer Ansichten", Mainz
- 2014: Jacobihaus, "Turn Back – Turn Left – Go Straight – Cut Across", Düsseldorf
- 2014: Werkstadt Graz, "Landschaft", Graz
- 2014: Galerie Wechselstrom, "Räume für Notizen", Wien
- 2013: 21er Haus, "Die Sammlung #3", Wien
- 2013: gesso, "Finisce e Continua uno", Wien
- 2013: Galerie MAERZ, "Wegmarken", Linz
- 2013: Lentos Kunstmuseum, "10 Jahre Lentos" (Sammlungsausstellung), Linz
- 2013: Gesso, „Finisce e Continua uno“, Wien
- 2013: Galerie MAERZ, „Wegmarken“, Linz
- 2012: Galerie MAERZ und StifterHaus, „Für die Beweglichkeit/Kreuzungen, Paraphrasen“, Linz
- 2012: 21er Haus, „Utopie GESAMTKUNSTWERK“, Wien
- 2011: temporarycollection, Berlin
- 2011: Oö. Landesmuseum, „Das 20. Jhd. in Oberösterreich.“ Kultur und Kunstgeschichte, Linz
- 2011: icon.Galerie, Kunstpositionen 2009–2011, Linz
- 2011: Museum auf Abruf (MUSA), „Die 60er Jahre. Eine phantastische Moderne“, Wien
- 2011: National Portrait Gallery, „Dirty Literature“, London
- 2011: Galerie in der Schmiede, „ON – positionen der stille“, Pasching bei Linz
- 2010: Galerie MAERZ, „Things we never did“, Linz
- 2010: Museum auf Abruf (MUSA), „Raum Körper Einsatz“ Wien
- 2010: Haus der Kunst, „Lange nicht gesehen“, Brünn
- 2009: Oö. Landesgalerie (Galerie Eder), KUNST.MESSE.LINZ
- 2009: Galerie MAERZ, StifterHaus, LENTOS, „formuliert“, Linz
- 2009: LENTOS, „Kreuzungspunkt Linz. Junge Kunst und Meisterwerke“, Linz
- 2009: Galerie Dana Charkasi, „THE RED THREAD“, Wien
- 2008: Galerie der Stadt Wels, „Local Heroes“, Wels
- 2008: Galerie Forum, „Die Vermessung der Welt“, Wels
- 2008: NORDICO, „Tür an Tür“, Linz
- 2008: Galerie der Stadt Wels, „Die Schatzinsel“, Wels
- 2007: Galerie Eder, „OÖ. Classics“, Linz
- 2007: Galerie der Stadt Pilsen, „Andernorts II“, Pilsen
- 2007: Symposium Schärding, „Malerei – fern vom Gegenstand“, Schärding
- 2007: Museum auf Abruf (MUSA), „Lange nicht gesehen“, Wien
- 2007: Palais Epstein, „PreisWert“, Wien
- 2006: LENTOS, „Ein gemeinsamer Ort – Skulpturen, Plastiken, Objekte“, Linz
- 2006: Galerie am Lieglweg, „EINTEXTISTEINBILD“, Neulengbach
- 2005: Künstlerhaus Palais Thurn und Taxis, „Bleischrift“, Bregenz
- 2005: Galerie artmark, „Zeichen setzen“, Spital am Pyhrn

## Auszeichnungen
- 1994: Kulturpreis der Stadt Linz
- 1995: Kulturpreis des Landes Oberösterreich
- 2017: Alfred-Kubin-Preis

## Bibliographie
- Werke 1965 – Heute (Berlin: Sternberg Press / Graz: Grazer Kunstverein, 2014)
- Farbnamen Mit einem Vorwort von Burghard Schmidt. (Linz: Eigenverlag, 2004)
- Bilder, Objekte, Installationen, 1985–1998. (Linz 1998)
- Ausstellungskatalog. (Linz: Landesgalerie, 1992)
- Zeile für Zeile / Line by Line. Monographie. (linz: edition neue texte, 1977)
- Taktile Poesie 1965 bis 1974. Ausstellungskatalog. (Graz: Neue Galerie am Landesmuseum Johanneum Graz, 1974)
- Hinstellungen. Ausstellungskatalog. (Wien: Galerie im Griechenbeisl, 1968)